# Баррьентос, Клаудио
Кла́удио Баррье́нтос Негро́н (исп. Claudio Barrientos Negrón; 10 ноября 1935, Осорно — 7 мая 1982) — чилийский боксёр легчайшей и полулёгкой весовых категорий. В середине 1950-х годов выступал за сборную Чили: бронзовый призёр летних Олимпийских игр в Мельбурне, обладатель серебряной медали Панамериканских игр, участник многих международных турниров и матчевых встреч. В период 1959—1962 боксировал на профессиональном уровне, но без особых достижений.

## Биография
Клаудио Баррьентос родился 10 ноября 1935 года в городе Осорно, область Лос-Лагос. Активно заниматься боксом начал в раннем детстве, проходил подготовку в одном из местных боксёрских клубов. Первого серьёзного успеха на ринге добился в 1955 году, когда в полулёгком весе завоевал серебряную медаль на Панамериканских играх в Мехико (в решающем матче уступил аргентинцу Освальдо Каньете). Благодаря череде удачных выступлений удостоился права защищать честь страны на летних Олимпийских играх в Мельбурне — сумел дойти здесь до полуфинала легчайшей весовой категории, после чего по очкам проиграл корейцу Сон Сун Чёну.
Получив бронзовую олимпийскую медаль, Баррьентос ещё в течение некоторого времени продолжал выходить на ринг в составе национальной сборной, принимая участие в различных международных турнирах. Затем в 1959 году он решил попробовать себя среди профессионалов и покинул расположение команды. С большими перерывами провёл одиннадцать профессиональных боёв, был претендентом на титул чемпиона Чили в легчайшем весе, тем не менее, большинство своих поединков проиграл и в 1962 году завершил карьеру спортсмена.
Умер 7 мая 1982 года.